# Christian Conrad Frey
Christian Conrad Frey (* 12. März 1798 in Darmstadt; † 17. August 1870 ebenda) war ein Großherzoglich Hessischer Generalleutnant.

## Leben
Christian Conrad Frey war ein Sohn des Amtmanns Georg Ludwig Gottlieb Frey (1761–1818) und dessen Ehefrau Johannette Charlotte Louise von Mylius (1764–1847) und wuchs mit seinen Geschwistern Ludwig Friedrich (1789–1832, Regierungsrat), Karl Christian (1792–1845, Forstmeister), Louise Friederike (1801–1884), Ernst Wilhelm (1805–1873, Appellationsgerichtsrat) und Georg (1807–1890, Generalmajor) auf.
Nach dem Abitur am Ludwig-Georgs-Gymnasium in seiner Heimatstadt entschied er sich wie sein jüngerer Bruder Georg für eine militärische Laufbahn in der Großherzoglich Hessischen Armee. Am 29. Juni 1812 trat er als Kadett in das Leibgarde-Regiment ein und wurde im Februar 1813 Sekondeleutnant und Bataillonsadjutant. Auf dem Vormarsch der französischen Truppen nahm er mit den hessischen Truppen, die als Mitglied des Rheinbundes an der Seite Napoleons kämpften, an der Schlacht bei Lützen, der Schlacht bei Bautzen sowie der Völkerschlacht bei Leipzig teil. Dabei wurde Frey bei Pretzsch verletzt und musste in der Kalesche des Prinzen Emil von Hessen-Darmstadt dem Heer nachfolgen. Nach der Niederlage Napoleons in der Schlacht bei Leipzig im Oktober 1813 löste sich der hessische Großherzog Ludwig II. vom Rheinbund, wandte sich den Alliierten zu und kämpfte fortan mit seinen Truppen gegen Napoleon. So erhielt er nach der Schlacht bei Straßburg am 28. Juni 1815 wegen besonderer Tapferkeit das Ritterkreuz I. Klasse des Ludewigs-Ordens.
Am 19. November 1829 zum Kapitän befördert, übernahm er die Erziehung des Prinzen Alexander von Hessen-Darmstadt (1823–1888) und dessen Schwester Marie (1824–1880). Mit dieser Aufgabe war er bis April 1841 – zwischenzeitlich zum Major befördert – betraut. Wegen eines Augenleidens musste er in den vorläufigen Ruhestand treten, wurde Mitglied im Kriegsministerium und war in dieser Funktion 1849 im Hauptquartier der hessischen Truppen bei der Niederschlagung der Badischen Revolution. Als Oberst übernahm er im Juni 1849 die Oberleitung des Verpflegungswesen beim Kommandanten der I. Division.
Am 4. Dezember 1850 wurde er à la suite gestellt und am 26. April 1859 zum Generalmajor ernannt. Anlässlich seines 50-jährigen Dienstjubiläums zeichnete ihn der Großherzog am 1. Juli 1862 mit dem Kommandeurskreuz I. Klasse des Ludewigs-Ordens aus. Die Beförderung zum Generalleutnant fiel auf den 30. Juni 1864.
Frey war sprachlich sehr begabt, übersetzte Werke aus dem Griechischen/Lateinischen ins Deutsche und verfasste 1849 Die rationelle taktische Schlachten-Führung unserer Zeit (Darmstadt, G. Jonghans’sche Hof-Buchhandlung) und 1870 Vermischte Dichtungen, Charaden und Räthsel und Fragmente Horazischer Oden. Zum Besten von unbemittelten Angehörigen im Kriege gebliebener oder in Kriegsfolge verstorbener Großherzoglich-hessischer Soldaten (G. Jonghans’sche Hof-Buchhandlung).